# Nivel nanoscópico

Una comparación entre las escalas de varios organismos biológicos y objetos tecnológicos.

La escala nanoscópica, escala nanométrica, o simplemente nanoescala, se hace referencia normalmente a las estructuras con una escala de longitud aplicable a la nanotecnología, generalmente citado con una variación de 1 a 100 nanómetros. La escala nanoscópica está casi en el límite inferior de la escala mesoscópica, utilizada en la mayor parte de los sólidos.
Por razones técnicas, la escala nanoscópica es la dimensión donde las fluctuaciones esperadas de las propiedades medias, debido al movimiento y comportamiento de las partículas individuales, no pueden reducirse por debajo de un cierto límite deseable (por lo general un pequeño porcentaje), y debe estrictamente establecerse dentro del contexto de cualquier problema particular.
A veces, la escala nanoscópica es marcada como el punto en donde cambian las propiedades de un material; por encima de este punto, las propiedades de un material son causadas por efectos de la masa o del “volumen”, es decir, los átomos que se encuentran presentes, la forma en que están unidos, y en qué proporciones. Por debajo de este punto cambian las propiedades de un material, y, mientras que el tipo de átomos presentes y sus orientaciones relativas siguen siendo importantes, los “efectos de área de superficie” (también denominados como efectos cuánticos) se hacen más evidentes —estos efectos se deben a la geometría del material (qué tan grueso es, qué tan amplio es, etc.), que, en dichas dimensiones bajas, puede tener un efecto drástico en los estados cuantificados, y por lo tanto las propiedades de un material—.
El 8 de octubre de 2014, el premio Nobel de Química fue otorgado a Eric Betzig, William Moerner y Stefan Hell por “el desarrollo de microscopía de fluorescencia de superresolución” (nanoscopios), aportando “microscopios ópticos en la nanodimensión”. Por medio de la técnica se pueden obtener, a través de un microscopio de fluorescencia óptica, resoluciones superiores a 0.2 micras, dando inicio a la nanoscopía.